# Alžběta Malá
Alžběta Malá (* 6. července 1997 Praha) je česká filmová a televizní herečka.

## Život
Alžběta Malá je pravnučkou herce Ilji Prachaře a Jany Prachařové a vnučkou jejich dcery Magdaleny Vackové - Prachařové. Byla přijata na obor činoherní herectví Divadelní fakulty Akademie múzických umění v Praze, odkud po prvním roce dobrovolně odešla. Věnovala se závodně tanci.

## Tvorba
Její první hlavní rolí byla Tereza v seriálu České televize Pět let. Na brněnském festivalu Serial Killer získala cenu za herecký výkon festivalu za rok 2022. Zahrála si v minisérii Marie Terezie, celovečerních filmech Zápisník alkoholičky a Bratři nebo v seriálu Smysl pro tumor. V roce 2008 se objevila v dokumentárním cyklu Teď vedou babička s dědou v epizodě Jana Prachařová s vnoučaty.

## Filmografie

### Filmy
- 2022: Na západní frontě klid
- 2023: Bratři
- 2023: 40 rolí
- 2024: Zápisník alkoholičky
- 2025: Zvíře – v přípravě
- 2025: Der Tiger – v přípravě

### Televize
- 2021: Marie Terezie
- 2022: Pět let
- 2022: Guru
- 2024: Smysl pro tumor